# فيليكس ميكولتا
فيليكس ميكولتا (مواليد 30 نوفمبر 1989) هو لاعب كرة قدم كولومبية.

## وصلات خارجية
- فيليكس ميكولتا على موقع رابطة كرة القدم اليابانية للمحترفين (اليابانية)
- فيليكس ميكولتا على موقع قاعدة بيانات كرة القدم.إي يو (الإنجليزية)
- فيليكس ميكولتا على موقع Soccerway.com (الإنجليزية)
- فيليكس ميكولتا على موقع عالم كرة القدم.نت (الإنجليزية)
- فيليكس ميكولتا على موقع AS.com (الإسبانية)